# Botryophora geniculata
Botryophora geniculata là một loài thực vật có hoa trong họ Đại kích. Loài này được (Miq.) Beumée ex Airy Shaw mô tả khoa học đầu tiên năm 1948 publ. 1949.